# Systoechus castanealis
Systoechus castanealis är en tvåvingeart som beskrevs av Greathead 1996. Systoechus castanealis ingår i släktet Systoechus och familjen svävflugor.
Artens utbredningsområde är Kenya. Inga underarter finns listade i Catalogue of Life.